# كوري هاردريكت
كوري هاردريكت (بالإنجليزية: Cory Hardrict)‏ هو ممثل ومنتج أمريكي بدأ مسيرته الفنية سنة 1998.

## الأعمال

### أفلام
- لم تقبل من قبل
- العقد
- غران تورينو
- هو ليس معجبا بك فحسب
- معركة لوس أنجلوس
- أجسام دافئة
- لوفلاس
- تسامي
- قناص أمريكي
- طيفي
- عاري

### مسلسلات
| السنة | العمل                             | الدور            |
| ----- | --------------------------------- | ---------------- |
| 1998  | إي آر                             |                  |
| 2000  | المحيط الهادي الأزرق              | تاي ديفيس        |
| 2001  | آنجل                              | راي              |
| 2001  | بوسطن العامة                      | جون              |
| 2002  | المقاطعة                          | كيني             |
| 2002  | إن واي بي دي بلو                  |                  |
| 2003  | سي إس آي: ميامي                   | دارنيل جاكسون    |
| 2003  | الدرع                             |                  |
| 2003  | كولد كيس                          |                  |
| 2004  | سي اس آي: التحقيق في موقع الجريمة |                  |
| 2004  | دون أثر                           | جيرالد بيلينغسلي |
| 2007  | هيروز                             |                  |
| 2009  | بالصدفة عمدا                      | ريان             |
| 2012  | الكاتراز                          |                  |

## روابط خارجية
- كوري هاردريكت على موقع IMDb (الإنجليزية)
- كوري هاردريكت على موقع ألو سيني (الفرنسية)
- كوري هاردريكت على موقع أول موفي (الإنجليزية)
- كوري هاردريكت على موقع قاعدة بيانات الأفلام السويدية (السويدية)
- كوري هاردريكت على موقع قاعدة بيانات الفيلم (الإنجليزية)
- كوري هاردريكت على موقع كينوبويسك (الروسية)